# Tom Doherty
Tom Doherty (ur. 23 kwietnia 1935) – amerykański wydawca, a także założyciel imprintu zajmującego się wydawaniem literatury fantasy i science fiction, Tor Books. 

## Kariera
W latach 50. i 60. pracował jako wydawca książek w Tembo Books od 1972. W 1975 stał się wydawcą innej firmy, także należącej do Grosset & Dunlap o nazwie Ace Books, wydającą fantastykę naukową. W 1980 odszedł, tworząc swoją własną firmę, Tor Books. Miał wtedy 44 lata.
Wydawnictwo Doherego w 1987 stała się imprintem St. Martin's Press. Obecnie obie firmy należą do Holtzbrinck Publishers, których właścicielem jest Macmillan Publishers. Doherty nadal jest prezesem i wydawcą Tom Doherty Associates, LLC, wydającym pod szyldami Tor, Forge, Orb, Starscape i Tor Teen.

## Nagrody
W 2005  Doherty otrzymał nagrodę World Fantasy Award w kategorii Lifetime Achievement na World Fantasy Convention za swój wkład w gatunek fantasy.